# Pružina (atrakce)

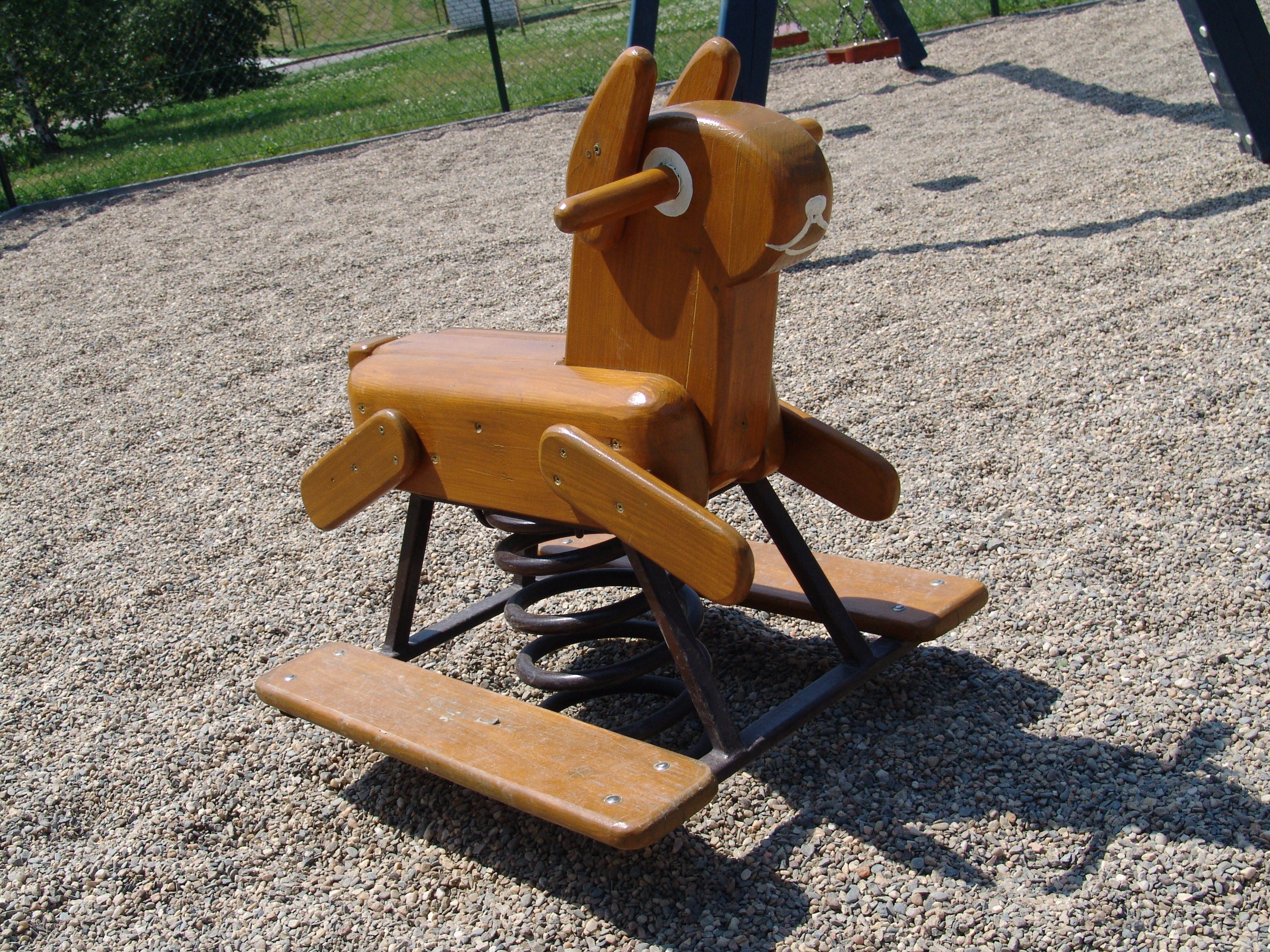
Pružina s motivem zajíce

Pružina je dětská atrakce instalovaná na dětských hřištích, která se hojně vyskytuje hlavně v Německu a v České republice. 
Pružina má stupačky a držadla. Dítě se pak tahem za držadla, sedíc na velké kovové pružině, vyklání či pohupuje. Pružiny bývají navrhovány tematicky nejčastěji jako figurky zvířátek či v podobě pohádkových bytostí.